# Kỹ thuật điều khiển

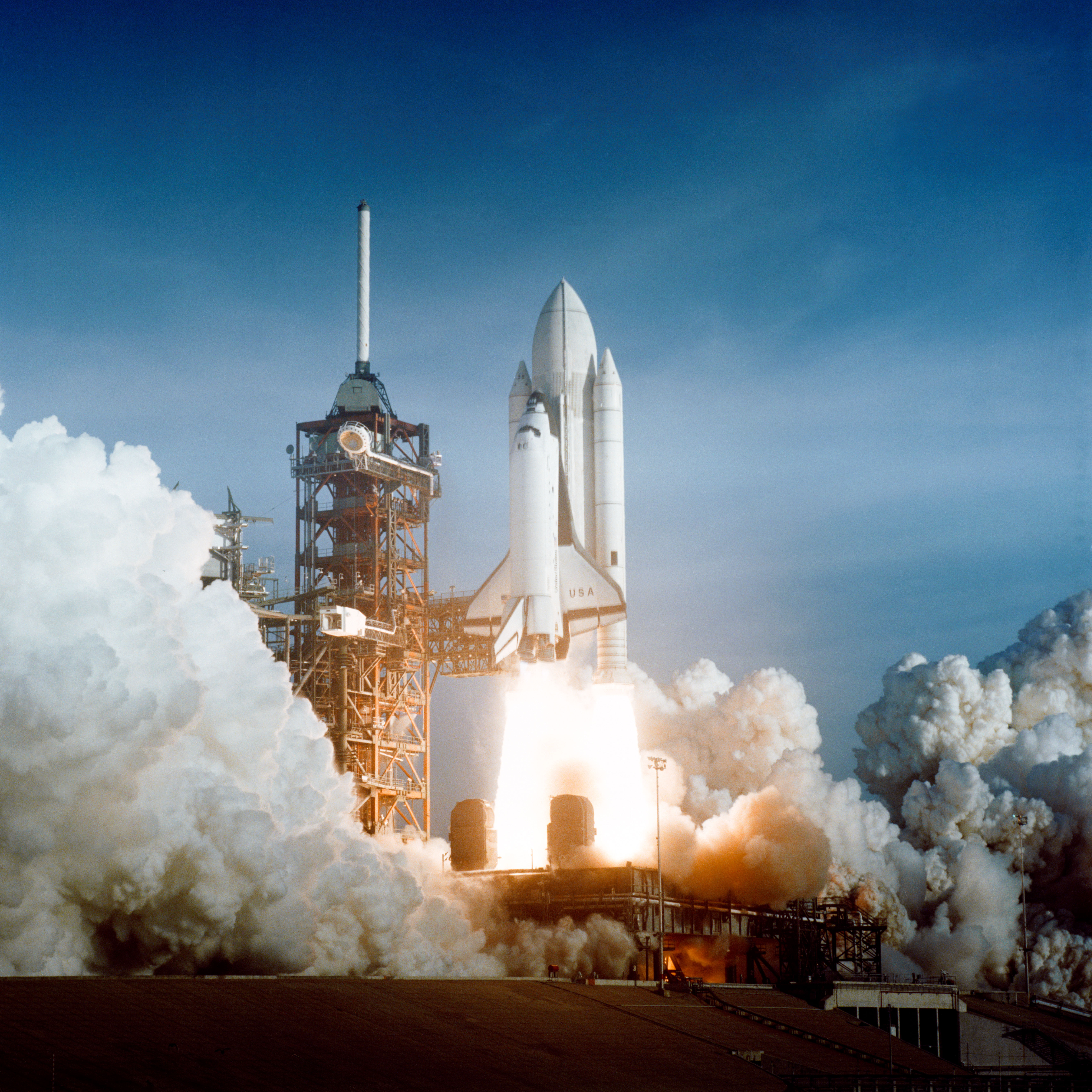
Các hệ thống điều khiển đóng một vai trò quan trọng trong du hành không gian

Kỹ thuật điều khiển hoặc Kỹ thuật hệ thống điều khiển là chuyên ngành kỹ thuật mà áp dụng lý thuyết điều khiển để thiết kế hệ thống với các hành vi mong muốn. Việc sử dụng các bộ cảm biến để đo lường tín hiệu đầu ra của thiết bị được điều khiển và những đo đạc này có thể được sử dụng để cung cấp tín hiệu phản hồi cho các cơ cấu chấp hành đầu vào để điều chỉnh tới kết quả mong muốn. Khi một thiết bị được thiết kế để thực hiện mà không cần con người can thiệp để điều chỉnh thì nó được gọi là điều khiển tự động (chẳng hạn như hệ thống điều khiển hành trình để điều chỉnh tốc độ của xe hơi). Với tính chất đa chuyên ngành, các hoạt động của kỹ thuật hệ thống điều khiển tập trung vào thực hiện các hệ thống điều khiển, chủ yếu xuất phát từ mô hình toán học của các hệ thống đa dạng khác nhau.

## Tổng quan
Kỹ thuật điều khiển thời nay là một lĩnh vực nghiên cứu tương đối mới, đã nhận được sự chú ý đáng kể trong thế kỷ XX với sự tiến bộ của công nghệ. Nó có thể được định nghĩa chung hoặc được xếp như là ứng dụng thực tế của lý thuyết điều khiển. Kỹ thuật điều khiển có vai trò thiết yếu trong một loạt các hệ thống điều khiển, từ máy giặt gia đình đơn giản cho tới máy bay tiêm kích hiệu năng cao F-16. Nó tìm kiếm để hiểu các hệ thống vật lý, bằng cách sử dụng mô hình toán học, trong điều kiện đầu vào, đầu ra và các thành phần khác nhau với các hành vi khác nhau, sử dụng các công cụ thiết kế hệ thống điều khiển để phát triển các bộ điều khiển cho các hệ thống đó và thực thi các bộ điều khiển trong các hệ thống vật lý sử dụng công nghệ thích hợp. Một hệ thống điều khiển có thể là cơ khí, điện, lưu chất, hóa học, tài chính và thậm chí cả sinh học, và mô hình toán học, phân tích và thiết kế bộ điều khiển sử dụng lý thuyết điều khiển trong một hoặc nhiều miền thời gian, tần số và miền phức-s, tùy thuộc vào bản chất của bài toán thiết kế.

## Lịch sử
Các hệ thống điều khiển tự động được phát triển lần đầu tiên hơn hai ngàn năm trước. Thiết bị điều khiển phản hồi đầu tiên ghi nhận được cho là đồng hồ nước của Ktesibios cổ đại ở Alexandria, Ai Cập khoảng thế kỷ thứ ba TCN. Nó đếm thời gian bằng cách điều chỉnh mức nước trong một bể chứa, và nước sẽ chảy ra từ bình đó.  Một thiết kế tương tự của loại đồng hồ nước này vẫn còn đang được sử dụng ở Baghdad, khi quân Mông Cổ chiếm được thành phố năm 1258. Rất nhiều thiết bị tự động đã được sử dụng trong nhiều thế kỷ để thực hiện các công việc hữu ích hoặc chỉ đơn giản là để giải trí. Những ứng dụng sau này bao gồm máy tự động, phổ biến ở châu Âu trong thế kỷ 17 và 18, có những nhân vật nhảy mua lặp đi lặp lại các động tác giống nhau; Những thiết bị tự động này là ví dụ của điều khiển vòng hở. Các cột mốc quan trọng trong số các thiết bị điều khiển tự động phản hồi, hoặc "vòng kín", bao gồm bộ điều chỉnh nhiệt độ của lò nung do Drebbel phát minh, khoảng năm 1620, và bộ điều tốc quả văng ly tâm được sử dụng để điều chỉnh tốc độ của động cơ hơi nước được James Watt phát minh vào năm 1788.
Trong tác phẩm "On governors" (bàn về các bộ điều tốc) vào năm 1868, James Clerk Maxwell đã có thể giải thích tính không ổn định được thể hiện bởi bộ điều tốc con văng  bằng cách sử dụng phương trình vi phân để mô tả hệ thống điều khiển này. Điều này chứng tỏ tầm quan trọng và hữu ích của các mô hình và phương pháp toán học trong việc tìm hiểu hiện tượng phức tạp này, và báo hiệu sự bắt đầu của điều khiển toán học và lý thuyết hệ thống. Các yếu tố của lý thuyết điều khiển đã xuất hiện trước đó nhưng không đáng kể và thuyết phục như trong phân tích của Maxwell.
Lý thuyết điều khiển có những bước tiến đáng kể trong 100 năm tiếp theo. Các kỹ thuật toán học mới đã làm cho nó có thể điều khiển được, chính xác hơn, các hệ thống động học phức tạp hơn đáng kể so với bộ điều tốc con văng ban đầu. Các kỹ thuật này bao gồm sự phát triển trong điều khiển tối ưu trong thập niên 1950 và 1960, theo sau là sự tiến bộ trong các phương pháp điều khiển ngẫu nhiên, bền vững, thích nghi và tối ưu trong thập niên 1970 và 1980. Các ứng dụng của phương pháp điều khiển đã khiến cho việc du hành không gian và vệ tinh thông tin trở nên có thể, và máy bay an toàn hơn và hiệu quả hơn, các động cơ ô tô sạch hơn và các quá trình hóa học hiệu quả hơn.
Trước khi nổi lên như là một khái niệm độc lập, kỹ thuật điều khiển được thực hiện như một phần của kỹ thuật cơ khí và lý thuyết điều khiển đã được nghiên cứu như một phần của kỹ thuật điện vì các mạch điện có thể thường dễ dàng để mô tả bằng cách sử dụng các kỹ thuật lý thuyết điều khiển. Trong mối quan hệ điều khiển đầu tiên, một đầu ra dòng điện được đại diện với một đầu vào điều khiển điện áp. Tuy nhiên, không có các công nghệ thích hợp để thực thi các hệ thống điều khiển điện, các nhà thiết kế quay trở về tùy chọn ít hiệu quả và đáp ứng chậm hơn đó là các hệ thống cơ khí. Một bộ điều khiển cơ khí rất hiệu quả mà vẫn còn được sử dụng trong một số nhà máy thủy điện là thống đốc. Sau này, trước các hệ thống điện tử công suất hiện đại, điều khiển quá trình cho các ứng dụng công nghiệp đã được nghĩ ra bởi các kỹ sư cơ khí bằng cách sử dụng các thiết bị điều khiển thủy lực và khí nén, nhiều trong số đó vẫn còn được sử dụng đến ngày nay.

## Lý thuyết điều khiển
Có hai bộ phận chính trong lý thuyết điều khiển, cụ thể là, cổ điển và hiện đại, tác động trực tiếp đến các ứng dụng điều khiển tự động. Phạm vi của lý thuyết điều khiển cổ điển bị giới hạn tới thiết kế hệ thống một đầu vào và một đầu ra (SISO-single-input and single-output), ngoại trừ khi phân tích để loại trừ nhiễu bằng cách sử dụng một đầu vào thứ hai. Phân tích hệ thống được thực hiện trong miền thời gian bằng cách sử dụng các phương trình vi phân, trong miền phức-s với biến đổi Laplace hoặc miền tần số bằng cách chuyển đổi từ miền phức-s. Nhiều hệ thống có thể được giả định là có một đáp ứng hệ thống bậc hai và có một biến duy nhất trong miền thời gian. Một bộ điều khiển được thiết kế bằng cách sử dụng lý thuyết cổ điển thường đòi hỏi phải điều chỉnh lại tại thiết bị thực tế do các xấp xỉ thiết kế không đúng. Tuy nhiên, do việc thực hiện vật lý của các thiết kế bộ điều khiển cổ điển dễ dàng hơn so với các hệ thống được thiết kế bằng cách sử dụng lý thuyết điều khiển hiện đại, các bộ điều khiển này được ưa thích sử dụng trong hầu hết ứng dụng công nghiệp. Bộ điều khiển phổ biến nhất được thiết kế bằng cách sử dụng lý thuyết điều khiển cổ điển là bộ điều khiển PID. Một thực thi ít phổ biến hơn có thể bao gồm một trong số hoặc cả hai bộ lọc Sớm pha hoặc Trễ pha. Mục tiêu cuối cùng cuối cùng là để thỏa mãn một tập yêu cầu thường được cung cấp trong miền thời gian được gọi là đáp ứng Bước, hoặc tại các thời điểm trong miền tần số được gọi là đáp ứng Vòng-hở. Các tính chất của đáp ứng Bước được áp dụng bằng thông số kỹ thuật là thường phần trăm vọt lố, thời gian xác lập, vv. Các đặc tính của đáp ứng vòng-hở được áp dụng bằng thông số kỹ thuật thường là Độ lợi và Biên độ pha và dải thông. Những đặc điểm này có thể được đánh giá thông qua mô phỏng bao gồm một mô hình động học của hệ thống điều khiển kết hợp với mô hình bù.
Trái lại, lý thuyết điều khiển hiện đại được thực hiện trong không gian trạng thái, và có thể xử lý với các hệ thống có nhiều đầu vào và nhiều đầu ra (MIMO). Phương pháp này vượt qua được những hạn chế của lý thuyết điều khiển cổ điển trong các bài toán thiết kế phức tạp hơn, chẳng hạn như điều khiển máy bay tiêm kích, với giới hạn là không có  phân tích miền tần số nào có thể thực hiện được. Trong thiết kế hiện đại, một hệ thống được đại diện với nhiều ưu điểm nhất là một tập các phương trình vi phân bậc nhất riêng biệt được xác định bằng cách sử dụng các biến trạng thái. Các lý thuyết điều khiển phi tuyến, đa biến, thích nghi và bền vững thuộc bộ phận này. Các phương pháp ma trận bị giới hạn đáng kể cho các hệ thống MIMO nơi độc lập tuyến tính không thể được đảm bảo trong mối quan hệ giữa các yếu tố đầu vào và đầu ra. Là lý thuyết điều khiển hiện đại khá mới mẻ, có nhiều thứ chưa được khám phá. Các học giả như Rudolf E. Kalman và Aleksandr Lyapunov là những tác giả nổi tiếng trong số những người đặt nền móng cho lý thuyết điều khiển hiện đại.

## Các hệ thống điều khiển
Kỹ thuật điều khiển tập trung vào mô hình hóa một dãi rộng các hệ thống động học (ví dụ như các hệ thống cơ học) và thiết kế các bộ điều khiển để điều khiển các hành vi của các hệ thống này theo cách mà bạn muốn. Mặc dù các bộ điều khiển này không cần tiêu thụ nhiều điện năng và do đó kỹ thuật điều khiển thường được xem như là một lĩnh vực con của kỹ thuật điện. Tuy nhiên, sự giảm giá của vi xử lý làm cho việc thực thi thực tế một hệ thống điều khiển cơ bản trở nên quá bình thườngl. Kết quả là, tiêu điểm lại chuyển về kỹ thuật cơ khí và kỹ thuật quá trình, vì các kiến thức gần gũi của hệ thống vật lý được điều khiển thường mong muốn. 
Các mạch điện, bộ xử lý tín hiệu số và vi điều khiển tất cả có thể được sử dụng để thực thi các hệ thống điều khiển. Kỹ thuật điều khiển có rất nhiều ứng dụng từ các máy bay và các hệ thống phóng củamáy bay thương mại cho tới bộ điều khiển hành trình xuất hiện trong rất nhiều loại xe ô tô hiện đại.
Trong hầu hết trường hợp, các kỹ sư điều khiển sử dụng thông tin phản hồi khi thiết kế các hệ thống điều khiển. Điều này thường được thực hiện bằng cách sử dụng một hệ thống điều khiển PID. Ví dụ, trong một ô tô có hệ thống điều khiển hành trình, tốc độ của xe liên tục được theo dõi và phản hồi trở lại hệ thống, giúp điều chỉnh mô-men xoắn của động cơ cho phù hợp. Nơi nào có thông tin phản hồi thường xuyên, lý thuyết điều khiển có thể được sử dụng để xác định cách thức hệ thống đáp ứng với những thông tin phản hồi như vậy. Trong thực tế tất cả các hệ thống như vậy, sự ổn định là quan trọng và lý thuyết điều khiển có thể giúp đảm bảo đạt được sự ổn định.
Mặc dù thông tin phản hồi là một khía cạnh quan trọng của kỹ thuật điều khiển, các kỹ sư điều khiển cũng có thể thực hiện điều khiển trên các hệ thống mà không cần phải có thông tin phản hồi. Điều này được gọi là điều khiển vòng hở. Một ví dụ cổ điển của mở vòng điều khiển là một máy giặt chạy qua một chu kỳ được xác định trước mà không cần sử dụng bộ cảm biến.

## Giảng dạy kỹ thuật điều khiển
Tại nhiều trường đại học, các khóa học kỹ thuật điều khiển được giảng dạy trong các khoa kỹ thuật điện và điện tử, cơ điện tử, cơ khí, kỹ thuật hàng không vũ trụ. Trong những trường khác, kỹ thuật điều khiển được kết nối với khoa học máy tính, hầu hết các kỹ thuật kiểm soát hiện nay được thực hiện thông qua máy tính, như các hệ thống nhúng (ví dụ trong lĩnh vực ô tô). Điều khiển trong kỹ thuật hóa học thường được gọi là điều khiển quá trình. Nó đề cập chủ yếu đến sự kiểm soát của các biến trong quá trình hóa học trong các nhà máy. Nó được dạy như một phần của chương trình giáo dục đại học của bất kỳ chương trình kỹ thuật hóa học nào ứng dụng nhiều nguyên lý giống với kỹ thuật điều khiển. Các ngành kỹ thuật khác cũng trùng lặp với kỹ thuật điều khiển vì nó có thể được áp dụng cho bất kỳ hệ thống nào có mô hình thích hợp. Tuy nhiên, các khoa chuyên về kỹ thuật điều khiển vẫn tồn tại, ví dụ, Khoa Điều khiển Tự động và Kỹ thuật Hệ thống tại Đại học Sheffield  và Khoa Kỹ thuật Hệ thống tại học viện Hải quân Hoa Kỳ.
Kỹ thuật điều khiển có nhiều ứng dụng đa dạng bao gồm các ứng dụng trong khoa học, quản trị tài chính và thậm chí cả hành vi con người. Các sinh viên kỹ thuật điều khiển có thể bắt đầu với một khóa học về hệ thống điều khiển tuyến tính trong miền thời gian và miền phức-s, đòi hỏi một nền tảng kỹ lưỡng về toán học và phép biến đổi Laplace, được gọi là lý thuyết điều khiển cổ điển. Trong điều khiển tuyến tính, sinh viên thực hiện phân tích trong miền tần số và thời gian. Các khóa học điều khiển kỹ thuật số (điều khiển số) và điều khiển phi tuyến cần tới biến đổi Z và đại số tương ứng, và có thể được cho là đã hoàn thành xong chương trình học về điều khiển cơ bản. 

## Tiến bộ gần đây
Ban đầu, kỹ thuật điều khiển chỉ toàn là các hệ thống liên tục. Sự phát triển của các công cụ điều khiển máy tính đặt ra yêu cầu đối với hệ thống điều khiển rời rạc bởi vì truỳen thông giữa các bộ điều khiển kỹ thuật số dựa trên máy tính và hệ thống vật lý được quản lý bởi một bộ định thì máy tính. Biến đổi Z tương đương với biến đổi Laplace trong miền rời rạc. Ngày nay, nhiều trong số các hệ thống điều khiển là máy tính điều khiển và chúng bao gồm cả các linh kiện kỹ thuật số lẫn analog.
Vì vậy, ở giai đoạn thiết kế hoặc là các thành phần kỹ thuật số được ánh xạ vào miền liên tục và việc thiết kế được thực hiện trong miền liên tục, hoặc các thành phần analog được ánh xạ vào miền rời rạc và việc thiết kế được thực hiện trong đó. Phương pháp đầu tiên trong hai phương pháp này thường bắt gặp trong thực tế vì nhiều hệ thống công nghiệp có rất nhiều các thành phần hệ thống liên tục, bao gồm cơ khí, lưu chất, sinh học và các linh kiện điện analog, với một vài bộ điều khiển kỹ thuật số.
Tương tự như vậy, thiết kế kỹ thuật đã phát triển từ việc dựa trên giấy và thước kẻ sang thiết kế được máy tính hỗ trợ và bây giờ sang thiết kế tự động-máy tính hoặc CAutoD đã được thực hiện bằng tính toán tiến hóa. CAutoD có thể được áp dụng không chỉ để điều chỉnh một sơ đồ điều khiển xác định trước, mà còn dùng để tối ưu hóa cấu trúc bộ điều khiển, nhận dạng hệ thống và các hệ thống điều khiển mới, dựa hoàn toàn trên yêu cầu hiệu suất, độc lập với bất kỳ sơ đồ điều khiển cụ thể nào.
Các hệ thống điều khiển đàn hồi mở rộng  truyền thống tập trung vào giải quyết chỉ các nhiễu loạn tới các khung nền, kiến trúc và phương pháp để giải quyết nhiều loại nhiễu loạn ngoài mong muốn. Đặc biệt, điều chỉnh và chuyển đổi hành vi của hệ thống điều khiển để đáp ứng với các nhân tố độc hại, các chế độ hư hỏng bất thường, các hành động không mong muốn hành động của con người, v.v... Phát triển các công nghệ đàn hồi đòi hỏi sự tham gia của các nhóm đa ngành để giải quyết triệt để các thách thức về hiệu suất.